# Социалистическая партия Сенегала
Социалистическая партия (фр. Parti Socialiste) — левоцентристская политическая партия Сенегала. Партия была правящей с момента получения Сенегалом независимости в 1960 году до 2000 года. Основатель партии Леопольд Седар Сенгор был первым президентом Сенегала.

## История
28 октября 1948 года Леопольд Седар Сенгор основал Сенегальский демократический блок (Bloc démocratique sénégalais) после отделения от Французской секции Рабочего интернационала. Для повышения авторитета партия обращалась к религиозным и племенным авторитетам. Объединение различных этнических групп и харизма Сенгора привела к выходу блока на авансцену политической жизни страны перед объявлением Сенегалом независимости.
В 1957 году Сенегальский демократический блок объединился с Сенегальским демократическим союзом, Движением автономного Казаманса и одной из фракций Сенегальского народного движения. Объединение получило название Сенегальский народный блок (Union démocratique sénégalaise). При этом Сенгор стал политическим лидером, а Мамаду Диа — генеральным секретарём новой партии.
В 1958 году Сенегальский народный блок соединился с Сенегальской партией социалистического действия Амаду Ламин-Гейе и образовал Сенегальский прогрессивный союз (Union progressiste sénégalaise). В 1976 году партия вошла в Социалистический интернационал и стала называться Социалистической партией (в 1981 году она выступила одним из инициаторов создания Африканского Социнтерна). За это время страна получила независимость в 1960 году, а Сенгор был избран первым президентом Сенегала.
К 1966 году Сенегал стал однопартийным государством. Лишь ближе к концу своего президентства, в 1974 году, Сенгор позволил Абдулаю Ваду учредить Сенегальскую демократическую партию, после чего в 1976 году был принят закон, разрешавший функционирование трёх политических партий: социал-демократической, либерально-демократической и марксистско-ленинской. Начиная с выборов 1978 года, оппозиция была представлена в парламенте, однако СПС оставалась господствующей силой и после добровольной отставки Сенгора после пяти президентских сроков в 1980 году, когда Абду Диуф стал его преемником.
На президентских выборах 2000 года кандидат Социалистической партии президент Абду Диуф уступил во 2-м туре кандидату Демократической партии Абдулаю Ваду и партия впервые за 40 лет перестала быть правящей. Это прекратило монополию партии в политической жизни страны, что позволило Сенегалу стать одной из стран Африки с продвинутой демократией. Сенегал стал одной из первых стран в Африке, в которой глава государства поменялся в результате выборов, а не переворота или насильственных мер.
В 2007 и 2012 годах Усман Танор Дианж безуспешно участвовал в президентских выборах, а парламентские выборы 2007 года партия бойкотировала. После этого Социалистическая партия потеряла представительство в Национальном собрании.

## Участие в выборах

### Президентские выборы
| Выборы | Кандидат              | Голосов   | %       | Голосов | %       | Результат |
| Выборы | Кандидат              | 1-й тур   | 1-й тур | 2-й тур | 2-й тур | Результат |
| ------ | --------------------- | --------- | ------- | ------- | ------- | --------- |
| 1963   | Леопольд Седар Сенгор | 1 149 935 | 100 %   | -       | -       | Избран    |
| 1968   | Леопольд Седар Сенгор | 1 229 927 | 100 %   | -       | -       | Избран    |
| 1973   | Леопольд Седар Сенгор | 1 357 056 | 100 %   | -       | -       | Избран    |
| 1978   | Леопольд Седар Сенгор | 807 515   | 82,2 %  | -       | -       | Избран    |
| 1983   | Абду Диуф             | 908 879   | 83,45 % | -       | -       | Избран    |
| 1988   | Абду Диуф             | 828 301   | 73,20 % | -       | -       | Избран    |
| 1993   | Абду Диуф             | 757 311   | 58,40 % | -       | -       | Избран    |
| 2000   | Абду Диуф             | 690 917   | 41,30 % | 687 969 | 41,51 % | Не избран |
| 2007   | Усман Танор Дианж     | 464 287   | 13,56 % | -       | -       | Не избран |
| 2012   | Усман Танор Дианж     | 305 924   | 11,30 % | -       | -       | Не избран |

### Парламентские выборы
| Выборы | Лидер                 | Голосов       | Голосов       | Мест          | Мест |
| Выборы | Лидер                 | Кол-во        | %             | Кол-во        | ±    |
| ------ | --------------------- | ------------- | ------------- | ------------- | ---- |
| 1957   | Леопольд Седар Сенгор | 449 844       | 78,0 %        | 47 из 60      | ▲ 47 |
| 1963   | Леопольд Седар Сенгор | 1 132 518     | 94,20 %       | 80 из 80      | ▲ 33 |
| 1968   | Леопольд Седар Сенгор | 1 209 984     | 100 %         | 80 из 80      | 0    |
| 1973   | Леопольд Седар Сенгор | 1 355 306     | 100 %         | 100 из 100    | ▲ 20 |
| 1978   | Леопольд Седар Сенгор | 790 799       | 81,74 %       | 82 из 100     | ▼ 12 |
| 1983   | Абду Диуф             | 862 713       | 79,94 %       | 111 из 120    | ▲ 19 |
| 1988   | Абду Диуф             | 794 559       | 71,34 %       | 103 из 120    | ▼ 8  |
| 1993   | Абду Диуф             | 602 171       | 56,56 %       | 84 из 120     | ▼ 19 |
| 1998   | Абду Диуф             | 612 559       | 50,2 %        | 93 из 140     | ▲ 9  |
| 2001   | Усман Танор Дианж     | 326 126       | 17,4 %        | 10 из 120     | ▼ 83 |
| 2007   | Усман Танор Дианж     | бойкотировала | бойкотировала | бойкотировала | ▼ 10 |